# Szymon (Du)
Szymon, imię świeckie Fiodor Semionowicz Du, chiń. 杜润臣 Dù Rùnchén (ur. 11 lutego 1886 w Pekinie, zm. 3 marca 1965 tamże) – chiński biskup prawosławny.

## Życiorys
Pochodził z prawosławnej rodziny o korzeniach rosyjskich (Ałbazińcy), która w 1865 osiedliła się w Pekinie. Jego ojciec był lektorem cerkiewnym. W 1900 jego rodzina przeżyła masakrę wyznawców chrześcijaństwa w czasie powstania bokserów, w czasie której w samym Pekinie zginęło 222 prawosławnych. Cztery lata później ukończył seminarium duchowne działające przy misji rosyjskiej w Pekinie, zostając lektorem cerkiewnym. W 1908 archimandryta Innocenty (Figurowski) wyświęcił go na diakona i polecił mu wyjazd do Harbinu, gdzie do 1932 pracował w cerkwi Zwiastowania.
Równolegle z pracą w Harbinie prowadził działalność misyjną w szeregu innych miast chińskich: Szanghaju, Hankou, Haimen, Kaifengu, Changde, Weihou, Baoding, Zhangjiakou, Mukdenie, Qiqihar oraz na wiejskich obszarach Mandżurii. Od 1932 zamieszkiwał na stałe w Tiencinie, gdzie w 1934 został protodiakonem, zaś 16 września 1941 przyjął święcenia kapłańskie jako kapłan celibatariusz. Pracował w cerkwi św. Innocentego w tym samym mieście aż do swojej chirotonii biskupiej. 23 czerwca 1950 złożył śluby zakonne, dwa dni później otrzymując godność archimandryty.
30 czerwca 1950 w Soborze Zwiastowania w Moskwie przyjął z rąk Aleksego I chirotonię biskupią, zostając hierarchią Tiencinu. 26 września tego samego roku przeniesiony na katedrę szanghajską.
Po śmierci zwierzchnika Chińskiego Kościoła Prawosławnego, biskupa Bazilego (Yao) w 1962 roku,  podczas liturgii upamiętnieno imię biskupa Szymona.